# Maurice-Henri Mercier de Lostende
Pour les articles homonymes, voir Mercier et Lostende.
Maurice-Henri Mercier de Lostende (Washington, 1er décembre 1860-Saint-Michel-de-Montaigne, 12 août 1950), est un officier de marine français.

## Biographie
Fils du diplomate Henri Mercier et de Cécile de Lostende de Reignefort, il entre à l'École navale en octobre 1877 et en sort aspirant de 2e classe en août 1879. Aspirant de 1re classe (octobre 1880), il embarque sur le croiseur Pallas à la division de l'Atlantique Sud. Enseigne de vaisseau (octobre 1882), il sert à la division du Pacifique sur l'éclaireur Kerguelen (1883-1885) et passe en 1886 sur la canonnière Étendard à la station hydrographique de Tunisie.
Lieutenant de vaisseau (mai 1887), il entre à l’École des défenses sous-marines de Toulon et est breveté torpilleur en 1888. Second de l'aviso Pétrel à la division du Levant et à la station de Constantinople, il est muté aux défenses sous-marines de Cherbourg en 1890 et y commande alors plusieurs torpilleurs.
En 1893, il commande le torpilleur de haute mer Mousquetaire en Méditerranée et se fait remarquer durant des manœuvres nocturnes. Nommé de nouveau à la défense mobile de Cherbourg où il est commandant d'un groupe de torpilleurs de réserve, il devient ensuite officier instructeur de torpilles sur le croiseur-école d'application des aspirants Iphigénie et est promu capitaine de frégate en avril 1900.
Second du cuirassé Hoche en escadre du Nord puis en Méditerranée, il sert à l'état-major à Cherbourg avant d'être affecté à Londres en novembre 1903 comme attaché naval auprès de Paul Cambon.
En novembre 1906, il commande l'aviso-torpilleur Bombe et la 1re flottille de torpilleurs de la Manche puis sert à nouveau comme attaché naval à Londres (juin 1908).
Capitaine de vaisseau (septembre 1908), commandant du cuirassé Suffren (1911) puis du cuirassé Démocratie en escadre de Méditerranée (1913), il devient en 1915 délégué du commandement en chef à Malte où il est chargé des liaisons avec l'escadre britannique.
Attaché naval à Londres pour la troisième reprise (février 1916-août 1918), il est nommé contre-amiral en novembre 1916 puis commande en septembre 1918 le front de mer de Toulon. Chef de la défense, il prend sa retraite en mai 1919.
Conseiller général en Dordogne (canton de Vélines, 1919-1925), il meurt le 12 août 1950 à Saint-Michel-de-Montaigne. Il était le gendre de Stéphen-Albert Thirion-Montauban.

## Récompenses et distinctions
- Chevalier de la Légion d'honneur le 12 juillet 1893, officier de la Légion d'honneur le 9 juillet 1907, commandeur de la Légion d'honneur le 31 mars 1919.
- Officier d'académie.